# Vincenzo De Luca (politico 1948)
Vincenzo De Luca (Forino, 18 agosto 1948) è un politico italiano.

## Biografia
Nato a Forino il 18 agosto 1948, è sposato e ha due figli.
Ha ricoperto dal 1987 al 1991 la carica di Presidente dell'USL Avellino 1 e dal 1997 al 2003 l'incarico di Presidente del Consorzio Idrico "Alto Calore".
Per Sellino editore ha pubblicato i volumi:
- Partecipazione e cittadinanza. La rappresentanza negata, 2003;
- La democrazia nella società del rischio. I cittadini per una politica civile, 2005;
- Il cittadino istituzione, 2009.

## Attività politica
Esponente della Democrazia Cristiana (DC), nel 1987 diventa segretario cittadino della DC di Avellino, carica che ricopre per 5 anni fino al 1992.
Successivamente, nel 1993, diventa segretario provinciale della DC e di seguito del Partito Popolare Italiano fino al 1997.
Alle elezioni regionali in Campania del 2000 si presenta nelle liste del PPI nella provincia di Avellino ottenendo 21.097 voti, risultando eletto in Consiglio Regionale dove ricoprirà la carica di Capogruppo del PPI prima e di Democrazia è Libertà - La Margherita dopo.
Rieletto alle regionali del 2005 con 24.813 voti, viene nominato Assessore ai Rapporti con il Consiglio Regionale, Lavori Pubblici, Opere pubbliche, Parcheggi, Sport, Ricerca e valorizzazione Cave e Torbiere, Acque Minerali, Termali, Miniere, Risorse geotermiche ed Idrocarburi alla Regione Campania. Nella qualità di assessore ha curato, in particolare, la legge strutturale sui lavori pubblici; la legge strutturale sulle cave e la legge strutturale riguardante la disciplina della ricerca ed utilizzazione delle acque minerali e termali, delle risorse geotermiche e delle acque di sorgente.
Alle elezioni politiche del 2008 è stato eletto al Senato della Repubblica.
Nel 2008 lascia la carica di assessore in quanto eletto al Senato, dove ha presentato come senatore primo firmatario i ddl:
- legge quadro in materia di gestione integrata di rifiuti, incentivazione della raccolta differenziata e lotta allo smaltimento illegale[3];
- misure per il superamento della gestione emergenziale e il funzionamento in regime ordinario del ciclo integrato dei rifiuti nella regione Campania[4];
- norme per il superamento della gestione emergenziale e per il funzionamento ordinario del ciclo dei rifiuti, nonché interventi in materia ambientale nella regione Campania[5];
- nuove norme per la limitazione del ricorso ai ribassi elevati nelle gare pubbliche, a tutela della salute e della sicurezza dei lavoratori[6];
- nuove norme a tutela dei soggetti affetti da celiachia[7];
- nuova disciplina del servizio civile nazionale[8].

Alle elezioni amministrative del 2009 viene eletto consigliere comunale di Avellino.
Ha vinto le elezioni primarie per le candidature al parlamento per le elezioni politiche del 2013 nella provincia di Avellino ottenendo 5.042 voti, ma non è stato rieletto.
Dal 2013 è componente della direzione nazionale del Partito Democratico.
Il 28 luglio 2016 è stato nominato Presidente dell'Osservatorio Regionale sulla Gestione dei Rifiuti in Campania.